# Michael Fuentes
Michael Andrés Fuentes Vadulli (Iquique, Región de Tarapacá, Chile, 27 de mayo de 1998) es un futbolista chileno. Juega de delantero y actualmente juega en Audax Italiano de la Primera División de Chile.

## Trayectoria
Oriundo de Iquique, se unió a Deportes Iquique a fines de 2017, desde el club amateur Colegio Deportivo, Debutó profesionalmente en un partido ante Palestino, válido por el torneo de Primera división de 2018. Esa temporada jugó 7 partidos sin marcar goles. Al año siguiente dispuso de mayor tiempo en cancha, con 11 partidos y 2 goles mientras que para la temporada 2020 logró su consolidación, con 21 partidos y 1 gol en la campaña que terminó por condenar a los dragones celestes al descenso.
En febrero de 2021, se anunció su traspaso a Audax Italiano en condición de préstamo por toda la temporada. Tras 27 partidos y 4 goles, en enero del año siguiente se anuncia la compra de la mitad de sus derechos y un contrato por 3 temporadas con el conjunto itálico.
El 16 de enero de 2024, es anunciada su cesión a Palestino por toda la temporada 2024.Tras concluir su cesión, en diciembre de 2024 regresa a Audax Italiano.

## Selección nacional

### Selección adulta
El 6 de noviembre de 2022, fue convocado por Eduardo Berizzo para formar parte de la Selección chilena absoluta, con vistas a la gira Europea de La Roja, dónde enfrentará partidos amistosos ante sus similares de Polonia y Eslovaquia.

### Partidos internacionales
| Partidos internacionales | Partidos internacionales | Partidos internacionales                       | Partidos internacionales | Partidos internacionales | Partidos internacionales | Partidos internacionales | Partidos internacionales | Partidos internacionales | Partidos internacionales |
| N.º                      | Fecha                    | Estadio                                        | Local                    | Resultado                | Visitante                | Goles                    | Asistencias              | DT                       | Competición              |
| ------------------------ | ------------------------ | ---------------------------------------------- | ------------------------ | ------------------------ | ------------------------ | ------------------------ | ------------------------ | ------------------------ | ------------------------ |
| 1                        | 16 de noviembre de 2022  | Estadio del Ejército Polaco, Varsovia, Polonia | Polonia                  | 1-0                      | Chile                    |                          |                          | Eduardo Berizzo          | Amistoso                 |
| Total                    | Total                    | Total                                          | Presencias               | 1                        | Goles                    | 0                        |                          |                          |                          |

| Selección chilena | Selección chilena | Selección chilena |
| Año               | Partidos          | Goles             |
| ----------------- | ----------------- | ----------------- |
| 2022              | 1                 | 0                 |
| Total             | 1                 | 0                 |

## Estadísticas

### Clubes
| Club                     | Div.          | Temporada     | Liga  | Liga  | Liga  | Copas nacionales | Copas nacionales | Copas nacionales | Torneos internacionales | Torneos internacionales | Torneos internacionales | Total | Total | Total |
| Club                     | Div.          | Temporada     | Part. | Goles | Asis- | Part.            | Goles            | Asis.            | Part.                   | Goles                   | Asis.                   | Part. | Goles | Asis. |
| ------------------------ | ------------- | ------------- | ----- | ----- | ----- | ---------------- | ---------------- | ---------------- | ----------------------- | ----------------------- | ----------------------- | ----- | ----- | ----- |
| Deportes Iquique · Chile | 1ª            | 2018          | 7     | 0     | -     | 2                | 0                | -                | —                       | —                       | —                       | 9     | 0     | -     |
| Deportes Iquique · Chile | 1ª            | 2019          | 11    | 2     | 1     | 4                | 0                | -                | —                       | —                       | —                       | 15    | 2     | 1     |
| Deportes Iquique · Chile | 1ª            | 2020          | 21    | 1     | 4     | —                | —                | —                | —                       | —                       | —                       | 21    | 1     | 4     |
| Deportes Iquique · Chile | Total club    | Total club    | 39    | 3     | 5     | 6                | 0                | -                | 0                       | 0                       | 0                       | 45    | 3     | 5     |
| Audax Italiano · Chile   | 1ª            | 2021          | 27    | 4     | 4     | 1                | 1                | -                | —                       | —                       | —                       | 28    | 5     | 4     |
| Audax Italiano · Chile   | 1ª            | 2022          | 26    | 6     | 3     | 2                | 0                | -                | 1                       | 0                       | -                       | 29    | 6     | 3     |
| Audax Italiano · Chile   | 1ª            | 2023          | 24    | 1     | 1     | 3                | 0                | -                | 9                       | 1                       | 1                       | 36    | 2     | 2     |
| Palestino · Chile        | 1ª            | 2024          | 10    | 0     | 1     | 7                | 1                | 1                | 5                       | -                       | 1                       | 22    | 1     | 3     |
| Palestino · Chile        | Total club    | Total club    | 10    | 0     | 1     | 7                | 1                | 1                | 5                       | -                       | 1                       | 22    | 1     | 3     |
| Audax Italiano · Chile   | 1ª            | 2025          | 0     | 0     | -     | 0                | 0                | -                | —                       | —                       | —                       | 0     | 0     | 0     |
| Audax Italiano · Chile   | Total club    | Total club    | 77    | 11    | 8     | 6                | 1                | -                | 10                      | 1                       | 1                       | 93    | 13    | 9     |
| Total carrera            | Total carrera | Total carrera | 126   | 14    | 14    | 19               | 2                | 1                | 15                      | 1                       | 2                       | 160   | 17    | 17    |
| 1. 2. 3.                 |               |               |       |       |       |                  |                  |                  |                         |                         |                         |       |       |       |

## Vida privada
Vadulli es de ascendencia griega a través de su abuelo que se había establecido en Chile hace mucho tiempo.